# Antonio Nibali
Antonio Nibali (Messignadi, 23 september 1992) is een Italiaans voormalig wielrenner zijn oudere broer Vincenzo was ook wielrenner.

## Carrière
In 2014 stond Nibali onder contract bij Marchiol Emisfero, een Italiaans continentaal team. Zijn beste resultaat dat jaar was een derde plaats in Bassano-Monte Grappa, een eendagskoers op en rond de Monte Grappa.
Een jaar later werd hij prof bij Nippo-Vini Fantini. Zijn debuut voor zijn nieuwe ploeg maakte hij in februari in de Italiaanse eendagskoers Trofeo Laigueglia.

## Palmares
2018
7e etappe Ronde van Oostenrijk

## Resultaten in voornaamste wedstrijden
| Jaar | Ronde van Italië | Ronde van Frankrijk | Ronde van Spanje |
| ---- | ---------------- | ------------------- | ---------------- |
| 2017 |                  |                     | 102e             |
| 2018 | 100e             |                     |                  |
| 2019 | 76e              |                     |                  |
| 2020 | 37e              |                     |                  |
| 2021 |                  |                     | 108e             |
| 2022 |                  |                     |                  |

| Jaar | Parijs-Roubaix | Luik-Bast.‑Luik | Ronde van Lombardije | Waalse Pijl |
| ---- | -------------- | --------------- | -------------------- | ----------- |
| 2017 |                |                 | opgave               | 158e        |
| 2018 |                |                 | opgave               |             |
| 2019 |                | 72e             | opgave               |             |
| 2020 |                |                 |                      |             |
| 2021 |                |                 |                      |             |
| 2022 | opgave         |                 |                      | 128e        |

## Ploegen
- 2014 –  Marchiol Emisfero
- 2015 –  Nippo-Vini Fantini
- 2016 –  Nippo-Vini Fantini
- 2017 –  Bahrain-Merida
- 2018 –  Bahrain-Merida
- 2019 –  Bahrain-Merida
- 2020 –  Trek-Segafredo
- 2021 –  Trek-Segafredo
- 2022 –  Astana Qazaqstan
- 2023 –  Astana Qazaqstan

Antonini · Bonusi · Cambianica · Cecchin · Filisetti · Franzoi · Lunardon · Nibali · Ocanha · Sedaboni · Vaccher · Vendrame · Zanardini · Borisavljević (stagiair)
Berlato · Bisolti · Chaparro · Colli · Cunego · De Negri · Filosi · Grosu · Ishibashi · Kuroeda · Malaguti · Marini · A.Nibali · Pozzo · Stacchiotti · Viola · Yamamoto · Onesti (stagiair)
Agnoli · Arashiro · Boaro · Bole · Bonifazio · Božič · Brajkovič · Cink · Colbrelli · Feng · García · Gasparotto · Grmay · Haussler · Insausti · Izagirre · Moreno · Navardauskas · A. Nibali · V. Nibali · Novak · Pellizotti · Per · Pibernik · Siwtsow · Visconti · Wang · Garosio (stagiair) · Padoen (stagiair) · Toniatti (stagiair)
Agnoli · Arashiro · Boaro · Bole · Bonifazio · Božič · Colbrelli · Feng · García · Gasparotto · Haussler · G. Izagirre · J. Izagirre · Koren · Mohorič · Navardauskas · A. Nibali · V. Nibali · Novak · Padoen · Pellizotti · Per · Pernsteiner · Pibernik · Pozzovivo · Siwtsow · Visconti · Wang
Agnoli · Arashiro · Bauhaus · Bole · Caruso · Colbrelli · Dennis     · Feng · García · Garosio · Haussler · Koren · Mohorič · A. Nibali · V. Nibali · Novak · Padoen · Pernsteiner · Pibernik · Pozzovivo · Sieberg · Teuns · Tratnik · Wang · Williams
Bernard · Brambilla · Ciccone · Clarke · Conci · De Kort · Eg · Elissonde · Kamp · Kirsch · Liepiņš · López · Mollema · Mosca · Moschetti · Mullen · A. Nibali · V. Nibali · Pedersen  · Porte · Quarterman · Reijnen · Ries · Simmons · Skujiņš · Stuyven · Theuns · Weening (vanaf 5 juni) · Fancellu (stagiair) · Skjelmose Jensen (stagiair) · Tiberi (stagiair)
Bernard · Brambilla · Ciccone · Conci · Eg · Egholm · Elissonde · Gebreigzabhier · Kamp · Kirsch · De Kort  · Liepiņš · López · Mollema · Mosca · Moschetti · Mullen · A. Nibali · V. Nibali · Pedersen · Quarterman · Reijnen · Ries · Simmons · Skjelmose Jensen · Skujiņš · Stuyven · Theuns · Tiberi · Baroncini (stagiair) · Hellemose (stagiair) · Hoole (stagiair)
Basso · Battistella · Boaro · Broesenski · Conti · de Bod · de la Cruz · Dombrowski · Fjodorov · Felline · Gazzoli (tot 10/8) · Gïdïç · Groezdev · Henao (tot 31/07) · López · Loetsenko · Martinelli · Moscon · Natarov · A. Nibali · V. Nibali · Nurlykhassym · Pronskïÿ · Raboesjenka · Romo · Scaroni (vanaf 28/07) · Tejada · Velasco · Zacharov · Zejts · Chzhan (stagiair) · Syritsa (stagiair)
Basso · Battistella · Boaro · Bol · Broesenski · Cavendish · Chzhan · de la Cruz · Dombrowski · Fjodorov · Felline · Garofoli · Gïdïç · Groezdev · Laas · Loetsenko · Martinelli · Moscon · Natarov · Nibali · Nurlykhassym · Pronskïÿ · Raboesjenka · Romo · Sánchez · Scaroni · Syritsa · Tejada · Velasco · Zejts